# Omar Gaber
Omar Gaber (arabisk:  عمر جابر; født 30. januar 1992) er en egyptisk fodboldspiller som spiller hos den Egyptiske Premier League-klub Zamalek som midbanespiller.
Han repræsenterede Egypten ved U/20-VM 2012 i Colombia. For A-landsholdet blev han udtaget til VM 2018 i Rusland.